# Eremogone armeniaca
Eremogone armeniaca är en nejlikväxtart som först beskrevs av Pierre Edmond Boissier, och fick sitt nu gällande namn av J. Holub. Eremogone armeniaca ingår i släktet Eremogone och familjen nejlikväxter. Inga underarter finns listade i Catalogue of Life.